# 萌單
《萌單》（もえたん，全名，又譯萌之英語單詞），是由日本出版的結合美少女跟英文單字的萌系英語單字集，以御宅族為銷售對象。POP擔任插畫，埼玉大學榮譽教授渡邊益好擔任英文監修，西武文理大學專任講師鈴木政浩撰寫例句英譯，例句多出自日本著名動畫的劇情。繁体中文版由銘顯文化以《萌單》為名出版，简体中文版由辽宁科学技术出版社以《萌英语单词》為名发行。於2007年7月改編成電視動畫播放。

## 故事簡介
為了幫助青梅竹馬兼同班同學小直考上同一間大學，有著蘿莉體形的虹原茵可利用魔力變成魔法少女閃亮茵可。在來自魔法王國的鴨君、筆君跟筆擦君的幫助下，茵可可以跟小直上同一間大學嗎？

## 人物介紹

### 原作登場角色
- 「小直」手塚直（「ナオくん」手塚ナオ）聲優：上田祐司（少年時代：木村亞希子）

本作男主角，茵可的青梅竹馬。喜歡玩電子遊戲，學業成績非常爛，接受突然出現的謎樣家庭教師閃亮茵可指導中。在動畫版與茵可考上同一所大學。
姓「手塚」是在動畫版才出現，原作的姓不詳。
- 虹原茵可（虹原いんく）聲優：田村由香里

本作女主角，高中生，卻是蘿莉體型，到哪裡都被當成小學生，所以大家都喜歡捉弄她；成績非常優秀，憧憬和小直讀同一間大學，
每天變身成魔法少女閃亮茵可，當小直的家教。
- 閃亮茵可（パステルいんく）

茵可變身後的姿態。穿著白色校園泳裝，頭髮從茶紅色變成水藍色，戴著鴨子型的遮陽帽，手持像棒棒糖的魔杖。
- 「鴨君」亞克斯･謝爾達特･艾魯拜亞斯（「あーくん」アークス・シェルダート・エルバイアス）聲優：小野坂昌也

魔法王國首屈一指的大魔導師，被懲罰變成鴨子。本名是在動畫版才出現，原作本名不詳。重度蘿莉控，喜歡看茵可變身，因此給她「魔法手機」賦予她魔力變身，看茵可變身的過程會流一大堆口水。
- 筆君（ぺんくん）聲優：国井咲也

茵可莫名其妙召喚出來的，但被封印在鉛筆內，是魔法王國的大魔導師，動畫版最後一集才出場，被狗君秒殺。
- 筆擦君（むにさん）聲優：沖縄の比嘉

筆君要茵可召喚出來的，被封印在橡皮擦內，也是魔法王國的大魔導師，非常聰明，但也被狗君秒殺。

### 動畫版新增角色
- 黑威澄（黒威すみ）聲優：戶松遙

是茵可的同學兼青梅竹馬，和茵可一樣是蘿莉體型，頭上有根會隨著心情變化形狀的呆毛，成績不錯，只有英文因為小時候的事情而難以學習。
因為和茵可同時喜歡上小直，發現自己不過是單戀小直後，與茵可的感情一度變差，最後喜歡貓君。
偶然看見茵可變身，後來救了被野狗襲擊的貓君，得到魔法手機而可以變身成魔法少女蛋彩澄。
- 蛋彩澄（てんぺらスミ）

小澄變身後的姿態。穿著黑色校園泳裝，頭髮從紫色變成紅色，戴著貓耳髮箍，為了強調貓耳，髮箍下面連著耳罩遮住原本的耳朵，
手持頂端是冰淇淋甜筒的魔杖。
- 「貓君」伽克斯･基爾巴頓･凱･謝流斯（「かーくん」カークス･ギルバート･ガイ･セリュース） 聲優：檜山修之

貓型的隨從，和鴨君一樣是蘿莉控，小澄變身時邊看邊流鼻血，平常都裝成玩偶讓小澄帶著走，是鴨君在魔法王國的夥伴，也是一名大魔導師。在第二集，由於被黑闇誣陷而被懲罰送到人界，遇到鴨君時以為是它害的而和它大打出手。喜歡小澄。
- 瑠璃子（瑠璃子）聲優：森永理科

小澄家的女僕，很忠心，尤其對英文不好的小澄特別嚴格；但這是由於多年的感情，有很強的羈絆。
一眼就看出蛋彩澄是小澄（魔法少女設定上變身後是不會被看出真面目）。
- 白鳥愛莉絲（白鳥ありす）･魔法少女愛莉絲（アリス）聲優：名塚佳織

戴著髮箍和眼鏡，平常時以白鳥愛莉絲的名義當人氣偶像，真面目是魔法少女愛莉絲，變身後頭髮從綠色變黃色，
戴著兔耳髮箍，並拿下眼鏡，手持頂端是鈴鼓的魔杖。原本是魔法王國的時間管理者，把黑闇封印在時間中，有一次與亞克斯（鴨君）約會時，因為亞克斯喜歡貧乳，而與亞克斯產生裂痕，並到人界去攻擊變成鴨君的亞克斯。在第7集學園季時，要鴨君找出三項陷阱才放他離開，但都被鴨君找到。由於與亞克斯的裂痕而產生的負面使被封印的黑闇能夠逃出並在第10集時挾持愛莉絲，但最後被茵可和鴨君等人救出，並原諒亞克斯。
- 「兔君」納德･布謝德（「なーくん」ナディ･ポシェット）聲優：金田朋子

兔型的隨從，愛莉絲的搭檔，隨時都處於驚嚇狀態。原型是一個小妹妹。
- 手塚澪（手塚 澪）聲優：中尾衣里

小直的妹妹，知道茵可喜歡小直而拼命幫助兩人進展，同人誌畫家。最終話得到狗君給予的魔法手機變身成魔法少女澪。
穿著白色校園泳裝，頭髮從茶色變成金色，戴著小狗帽，手持頂端是向日葵的魔杖。
- 狗君（だーくん）聲優：中田讓治

小澪的搭檔，看小澪變身會流一大堆口水和鼻血。是但丁變成的。
- 鈴木麗美（鈴木麗美）聲優：本多陽子

茵可班級的班長，得到全班的信任。以個子高出眾（且擁有可怕的巨乳），非常喜歡可愛的女孩子，尤其是茵可那種像小學生的。
平常沒戴眼鏡，不過偶爾會戴上。
- 田中里奈（田中里奈）聲優：井口裕香

茵可的同學，有墨綠色的頭髮，個性活潑開朗，擅長運動，像對待小學生般的跟茵可相處。穿著違反校規的無袖制服。
- 茵可媽媽（いんくママ）聲優：石毛佐和

茵可的媽媽，有著跟茵可外表成正比的年輕外貌，天然系性格。
- 但丁（ダンディ）聲優：中田讓治

不知道從哪裡來的謎樣男子，一直幫助茵可，被茵可稱呼「但丁先生」而信賴著。不知為何老是被警察追趕，總是突然出現又快速消失。是魔法王國的國王變成的，魔法能力高強。最後一集變成狗君時，曾秒殺筆君和筆擦君。
- 警官（警官）聲優：家中宏

總是在追趕但丁的警察，但最後都以出意外收場。
- 大叔（親父）聲優：岩田光央

不知道從哪裡來的謎樣男子，個性和爽但很變態，跟鴨君是師徒關係。知道鴨君的本名，也許跟魔法王國有關係。
在魔法王國出現長的一模一樣的騎士團長，跟人類世界的大叔有沒有關係則不明。
- 美穗（美穂）聲優：木村亞希子

住在黑威家別墅的幽靈，穿著巫女服，本身是幽靈卻很怕幽靈。後來跟著茵可回家，茵可學校校慶上以時薪30圓日幣在鬼屋打工。
- 黑闇（黒き闇）聲優：名塚佳織

企圖毀滅魔法世界和人類世界的人，後來被茵可和鴨君阻止。
- 魔法少女小露（シズク）聲優：井上麻里奈

最終話登場，不知為何攻擊小澪的魔法少女，平常是小澪的同學。做甚麼都失敗。

## 動畫

### 工作人員
- 監督：川口敬一郎
- 劇本構成：長谷見沙貴
- 人物原案：POP
- 人物設定、總作畫監督：西尾公伯
- 魔法物品設定：梅津行則
- 美術監督：坂本信人
- 美術設定：比留間崇
- 色彩設計：原田幸子
- 撮影監督：阿部安彦
- 編集：田熊純
- 音響監督：松岡裕紀
- 音樂：渡邊剛
- 音樂製作：Lantis
- 動畫製作：Actas
- 製作：閃亮茵可應援團

### 音樂
- 片頭曲

作曲：田代智一
作詞：畑亞貴
編曲：安藤高弘
歌：虹原茵可、黑威澄、白鳥愛麗斯（田村由香里、戶松遙、名塚佳織）
- 片尾曲

作詞、作曲：Hiro
編曲：quad
歌：Nomico

### 各話標題
| 話數 | 標題                      | 劇本                         | 繪圖者                       | 演出                         | 漫畫監督                            |
| ---- | ------------------------- | ---------------------------- | ---------------------------- | ---------------------------- | ----------------------------------- |
| 1    | 魔法老師                  | 長谷見沙貴                   | 川口敬一郎                   | 川口敬一郎                   | 宮川智恵子                          |
| 2    | 對手甚麼的 我才不要呢     | 長谷見沙貴                   | 川口敬一郎                   | 阿久たすく                   | 木下由美子 平田卓也                 |
| 3    | 恐怖大作戰                | 長谷見沙貴                   | 新町薫                       | 新田義方                     | 小峰正頼                            |
| 4    | 時間裡的偶像              | 長谷見沙貴                   | 川口敬一郎                   | 池畠ヒロシ                   | 久嶋浩徳                            |
| 5    | 小小的回憶                | 長谷見沙貴                   | 川口敬一郎                   | 橋口洋介                     | 秋谷有紀恵                          |
| 5.5  | 總集篇:澄與琉璃子的日記   | 總集編（責任編集：永谷敬之） | 總集編（責任編集：永谷敬之） | 總集編（責任編集：永谷敬之） | 總集編（責任編集：永谷敬之）        |
| 6    | 第一次的約會              | 長谷見沙貴                   | 四谷光宏                     | 中野英明 村田尚樹            | 西尾公伯 佐野英敏 中本尚子 佐野エリ |
| 7    | 被盯上的學園季            | 長谷見沙貴                   | 中村憲由                     | 村田尚樹                     | 佐野恵一 小林調                     |
| 8    | 麻煩                      | 長谷見沙貴                   | 中野英明                     | 中野英明                     | 宮川智恵子 飯飼一幸                 |
| 9    | 風...在流動               | 長谷見沙貴                   | 川口敬一郎                   | 新田義方                     | 小峰正頼                            |
| 10   | 禁止的時間                | 長谷見沙貴                   | 中村憲由                     | 阿久たすく                   | 佐野英敏 田辺謙司                   |
| 11   | 加油 考生!                | 長谷見沙貴                   | 川口敬一郎                   | 高橋順                       | 梶浦伸一郎 宮川智恵子               |
| 12   | 跳過!                     | 長谷見沙貴                   | 川口敬一郎                   | 橋口洋介                     | 秋谷有紀惠                          |
| 13   | 世紀末霸者!魔法少女總攻擊 | 長谷見沙貴                   | 川口敬一郎                   | 川口敬一郎                   | 宮川智恵子                          |

全部14集中，在日本只有播1到12集，其中包含第5.5集、第6和第13集則沒有播出。

### 播放電視台
日本深夜動畫：下文記載的日本国内播放時間使用日本標準時間（UTC+9）表示。因為部分時間标识會採用30小时制，因此請留意这类超过24:00的时间，其實際播放時間為翌日清晨。
| 電視台       | 播放期間               | 播放時間（UTC+9）                        |
| ------------ | ---------------------- | ---------------------------------------- |
| 千葉電視台   | 2007年7月8日～9月23日  | 星期日 25:30～26:00（星期一 1:30～2:00） |
| 神奈川電視台 | 2007年7月9日～9月24日  | 星期一 23:00～23:30                      |
| 大阪電視台   | 2007年7月9日～9月24日  | 星期一 25:10～25:40（星期二 1:10～1:40） |
| 埼玉電視台   | 2007年7月11日～9月26日 | 星期三 25:30～26:00（星期四 1:30～2:00） |
| 愛知電視台   | 2007年7月13日～9月28日 | 星期五 25:28～25:58（星期六 1:28～1:58） |

## 遊戲
2007年8月9日，由Techno Quest發售Windows平台的射擊遊戲，其中包含了許多戲仿內容。
2013年2月7日，在台灣網頁遊戲《少女兵器 萌幻之星》中，閃亮茵可以「異世界魔法少女」身分成為遊戲角色之一，魔杖改為光劍與弓箭。